# Третья волна (Тоффлер)
«Третья волна» — книга Элвина Тоффлера. Впервые издана в 1980 году на английском языке под заголовком «The Third Wave: The Classic Study of Tomorrow», в том же году книга вошла в список бестселлеров The New York Times. В книге выделяются три основных стадии (волны) развития человечества — аграрная, индустриальная, постиндустриальная. Волна у Тоффлера — это рывок в науке и технике, который приводит к глубинным сдвигам в жизни общества. Таким рывком для первой волны стало внедрение сельского хозяйства, для второй волны — промышленный переворот. Волна «прокатывается» постепенно, одновременно на планете существуют все три стадии. Периоды между волнами постепенно сокращаются.
Тоффлер считает, что аграрная первая волна началась с эпохи собирательства и продолжалась до XVIII века, индустриальная вторая волна — до 50-х годов XX века, которую начала заменять постиндустриальная третья волна. Третья волна, по оценке Тоффлера, полностью сменит вторую к 2025 году.

## Доиндустриальное общество
Эту стадию также принято называть традиционной или аграрной. Здесь преобладают добывающие виды хозяйственной деятельности — земледелие, рыболовство, добыча полезных ископаемых. Подавляющее большинство населения (примерно 90 %) занято в сельском хозяйстве. Главной задачей аграрного общества было производство пищевых продуктов, чтобы просто прокормить население. Это наиболее продолжительная из трёх стадий, и её история насчитывает тысячи лет. В наше время на данной стадии развития до сих пор находится большинство стран Африки, Латинской Америки и Юго-Восточной Азии. В доиндустриальном обществе основным производителем является не человек, а природа. Для этой стадии также характерна жёстко авторитарная власть и собственность на землю как основа экономики.

## Индустриальное общество
Термин «Индустриальное общество» впервые прозвучал в работах Сен-Симона на рубеже XVIII—XIX веков, и примерно в то же время в работах А. Смита рассматривались экономические и социальные особенности развития общества, основанного на механизированном (индустриальном) товарном производстве. Широкое распространение концепция индустриального общества получила в 50 — 60-х гг. XX века в США (Арон, Ростоу, Белл и другие), когда с помощью неё решались даже прикладные задачи — организация на предприятиях и решение трудовых конфликтов.
В индустриальном обществе все силы направлены на промышленное производство, чтобы произвести необходимые обществу товары. Промышленный переворот принёс свои плоды — теперь главная задача аграрного и индустриального общества, состоящая в том, чтобы просто прокормить население и обеспечить его элементарными средствами к существованию, ушла на второй план. Всего лишь 5-10 % населения, занятых в сельском хозяйстве, производили достаточно продовольствия, чтобы прокормить всё общество.
Формирование индустриального общества связано с распространением крупного машинного производства, урбанизацией (отток населения из деревень в города), утверждением рыночной экономики и возникновением социальных групп предпринимателей (буржуазия) и наёмных работников (пролетариат). В качестве основных систем правил и принципов (кода) второй волны Тоффлер выделяет: стандартизацию (в производстве, услугах, обучении, единицах измерения, ценах и т. д.), специализацию (в разделении труда), синхронизацию (труда во времени, обучения во времени, отдыха и т. д.), концентрацию (населения, трудовой деятельности, энергии, экономики, образования и т. д.), максимизацию (гигантомания в архитектуре, плановых показателях и т. д.), централизацию (экономики (например Центральный банк), управления государством).
Переход к индустриальному обществу происходит на базе индустриализации — развития крупного машинного производства. Начало индустриализации можно датировать серединой XVIII-го века, когда произошёл промышленный переворот в Великобритании — переход от мануфактуры к машинному производству. Сроки и темпы индустриализации в различных странах неодинаковы (например, Великобритания превратилась в индустриальную страну к середине XIX века, а Франция — в начале 20-х гг. XX века). В России индустриализация успешно развивалась с конца XIX — начала XX веков, а после Октябрьской революции (с конца 1920-х гг.) индустриализация осуществлялась форсировано.
Столкновение первой и второй волны привело к гражданской войне в США, революции 1917 года в России, реставрации Мэйдзи в Японии.
В конце XX века индустриальное общество переходит к постиндустриальному.

## Постиндустриальное общество
Основателем концепции постиндустриального общества стал выдающийся американский социолог Даниэл Белл. В вышедшей в 1973 году книге «Грядущее постиндустриальное общество» он подробно изложил свою концепцию, тщательно анализируя основные тенденции в изменении отношений секторов общественного производства, становлении экономики услуг, формировании научного знания как самостоятельного элемента производственных сил.
Однако сам термин «постиндустриальное общество» появился в США ещё в 1950-е годы, когда стало ясно, что американский капитализм середины столетия во многом отличается от индустриального капитализма, существовавшего до Великого Кризиса 1929—1933 годов.
Капитализм 1950-х годов уже не был похож на тот классический американский и европейский капитализм начала века, о котором писал Маркс — городское общество уже нельзя было строго разделить на буржуазию и пролетариат, ведь благосостояние простого рабочего росло, и, к тому же, начал появляться средний класс, состоящий из людей, занимающих достаточно престижные позиции в обществе, которых, вместе с тем, нельзя было отнести ни к господствующему, ни к угнетаемому классу. Вместе с тем рост производства вызвал расширение корпораций. Если в начале века корпорации занимались лишь крупным производством (железными дорогами, добычей и переработкой нефти), то во второй половине века они захватили даже те секторы экономики, которые традиционно занимали частные собственники или мелкие фирмы. Также стали появляться крупнейшие транснациональные корпорации. В то же время техника, используемая в производстве, все более усложнялась, что вызвало потребность в квалифицированных кадрах и увеличило ценность научного знания.
С конца 1960-х годов термин «постиндустриальное общество» наполняется новым содержанием — возрастает престиж образования, появляется целый слой квалифицированных специалистов, менеджеров, людей умственного труда. Сфера услуг, науки, образования постепенно начинает преобладать над промышленностью и сельским хозяйством, где тоже активно используются научные знания. В 1950—1970 годы стало очевидно, что человечество вступает в новую эпоху. В концепции Тоффлера появление корпораций и специализированного класса управленцев-интеграторов относится ко второй волне (индустриальное общество), после которой наступает период супериндустриального (англ. super-industrial society) общества (третья волна). В обществе третьей волны корпорации уже имеют множественные цели (социальные), а не только экономическую выгоду.
Переход к новому типу общества — постиндустриальному происходит в последней трети XX века. Общество уже обеспечено продовольствием и товарами, и на первый план выдвигаются различные услуги, в основном связанные с накоплением и распространением знаний. А в результате научно-технической революции произошло превращение науки в непосредственную производительную силу, которая стала главным фактором и развития общества, и его самосохранения.
Вместе с этим у человека появляется больше свободного времени, а, следовательно, и возможностей для творчества, самореализации. В это время технические разработки становятся все более наукоёмкими, теоретические знания приобретают наибольшее значение. Распространение этого знания обеспечивает сверхразвитая сеть коммуникаций.

## Сравнительная таблица волн
Сравнительная таблица волн по выделенным Тоффлером характерным признакам:
| Сфера      | Признак                   | Первая волна                                                                                 | Вторая волна                                                                         | Третья волна |
| ---------- | ------------------------- | -------------------------------------------------------------------------------------------- | ------------------------------------------------------------------------------------ | --- |
| Техносфера | Источники энергии         | Мышечная сила, солнце, ветер, вода. Восстановимые. Много источников. Источники распределены. | Ископаемое топливо. Невосстановимые. Немного источников. Источники сконцентрированы. | Солнце, ветер, вода, геотермальная энергия. Восстановимые. Много источников. Источники распределены. Большая экологичность.                      |
| Техносфера | Производство              | Штучное, индивидуальное. Для собственного потребления.                                       | Массовое. Разделение на производителя и потребителя.                                 | Мелкосерийное, демассифицированное, производство "на заказ" "Умные" технологии. Развитие производства для себя. Экстернализация стоимости труда. |
| Техносфера | Система распределения     | Индивидуальное.                                                                              | Массовая торговля. Мировой рынок. Возрастающая сложность экономических связей.       | Изменение роли рынка и массовой торговли под действием развития производства для себя.                                                           |
| Социосфера | Семья                     | Большая семья.                                                                               | Нуклеарная семья.                                                                    | Разнообразие типов семьи. |
| Социосфера | Образование               | Преимущественно домашнее.                                                                    | Массовое обучение.                                                                   | Возрастание необходимости индивидуализации образования, увеличение роли домашнего образования.                                                   |
| Социосфера | Форма организации бизнеса | Индивидуальная. Товарищество.                                                                | Корпорация.                                                                          | Изменённые корпорации с разнообразными целями.                                                                                                   |
| Социосфера | Искусство                 | Рассчитано на обслуживание элиты.                                                            | Массовое.                                                                            | Дестандартизация и демассификация. |
| Инфосфера  | Связь и обмен информацией | Доступность для элиты.                                                                       | Массовая доступность.                                                                | Демассифицированные специализированные СМИ. Упрощённое производство информации потребителем. Широкое применение средств связи в бизнесе.         |

## Эволюция и революция
Очевидно сходство волновой теории с формационной теорией Маркса, однако волны, в отличие от формаций Маркса, сменяют друг друга в результате эволюции, а не революции. По Марксу революция — это локомотив истории, но, с точки зрения эволюционной теории, революции только затормаживают развитие. По Тоффлеру же, наоборот, главный двигатель истории — технический прогресс, и, хоть очередная волна приходит в результате качественного скачка и является грандиозным поворотом истории и величайшей трансформацией всех сторон общественной и личной жизни, эти изменения бескровны и носят эволюционный характер.

## Рецензии
- Ehrenreich;, Barbara (7 мая 1995). Surfing the Third Wave. The New York Times. Дата обращения: 4 июля 2016.{{cite news}}:  Википедия:Обслуживание CS1 (лишняя пунктуация) (ссылка) Википедия:Обслуживание CS1 (множественные имена: authors list) (ссылка)
- Andrew Hacker. Up for Grabs. The New York Review of Books. Дата обращения: 4 июля 2016.
- Arthur J. Lewis. The Third Wave by Alvin Toffler (англ.) // Educational Leadership. — 1980. — December. — P. 266. — ISSN 0013-1784.
- Qadar Bakhsh Baloch. Book Review: The Third Wave (англ.) // Journal of Managerial Sciences. — Vol. 1, no. 2. — P. 115-143. — ISSN 2413-8657.